# Lady Football
Lady Football è un film del 1979 diretto da Italo Martinenghi.

## Trama
Un dirigente della British Petroleum viene incaricato dalla sua azienda di sponsorizzare una squadra di calcio femminile. Insieme all'allenatore combinano divertenti uscite serali con le giovani calciatrici fino alla partita decisiva.
Esse vengono reclutate in un orfanotrofio, dove l'allenatore fa da parrucchiere. Ha contratto dei debiti, ed è vessato continuamente per saldare quanto dovuto. La sua occasione arriva quando riesce a ricevere un assegno di due milioni di lire dal presidente a patto di trovare un'abile giocatrice che faccia da terzino. Egli la trova, e ad una festa le fissa un appuntamento. Così inizia ad allenarla, partendo dalle basi. Nonostante qualche iniziale titubanza, anche il presidente si convince che potrebbe andar bene. Il debito viene finalmente estinto.